# You Can't Regret What You Don't Remember
«You Can't Regret What You Don't Remember» — другий соло-альбом американського музиканта і співака Бена Муді. Реліз у цифровому форматі відбувся 11 листопада 2011 на Amazon.com і iTunes.

## Список пісень
| #   | Назва                                           | Автор                                             | Тривалість |
| --- | ----------------------------------------------- | ------------------------------------------------- | ---------- |
| 1.  | «Why You»                                       | Бен Муді                                          | 2:08       |
| 2.  | «10.22» (версія '03)                            | Бен Муді, Марті О'Браян                           | 4:10       |
| 3.  | «Chasing Yesterday»                             | Бен Муді, Девід Ходжес, Рене Мота, Денні Мартінез | 3:21       |
| 4.  | «Always Do»                                     | Бен Муді, Марті О'Браян                           | 4:17       |
| 5.  | «Sanctuary»                                     | Бен Муді                                          | 4:52       |
| 6.  | «Never Turn Back» (ремікс від Dead Man Walking) | Бен Муді, Майкл Тейт                              | 5:22       |
| 7.  | «Hold Me Down» (мікс від Burn in Hell)          | Бен Муді                                          | 6:07       |
| 8.  | «Run Away»                                      | Бен Муді, Джейсон Міллер, Ленс Ґарвін             | 4:23       |
| 9.  | «Just Breathe»                                  | Бен Муді, Джош Ньювелл                            | 3:40       |
| 10. | «Everything Burns (In Memoriam)»                | Бен Муді                                          | 6:37       |